# Faitout Maouassa
Christ Emmanuel Faitout Maouassa (Villepinte, 6 de julho de 1998) é um futebolista francês que atua como lateral-esquerdo.

## Carreira
Faitout Maouassa começou sua carreira no Nancy.

## Títulos
França
- Campeonato Europeu Sub-17: 2015
- Campeonato Europeu Sub-19: 2016

### Prêmios individuais
- Equipe do torneio do Campeonato Europeu Sub-19 de 2016[2]
- 64º melhor jovem do ano de 2017 (FourFourTwo)[3]